# Evolution: The Modern Synthesis
Evolution: The Modern Synthesis é um livro escrito por Julian Huxley em 1942.
É um dos livros mais importantes relacionados com a Síntese evolutiva moderna.
Foi reeditado em 1964, com uma nova introdução.